# 赫鲁晓夫参观前卫艺术展事件
赫鲁晓夫参观前卫艺术展（俄语：Посещение Хрущёвым выставки авангардистов）是于1962年12月1日发生的的事件，当时苏联领导人尼基塔·赫鲁晓夫参观了位于马涅日广场“新现实”工作室举办的前卫艺术展，时间恰逢苏联艺术家联盟（MOSH）莫斯科分会成立30周年。由于苏联领导人在参观前并未了解抽象艺术，在参观中用粗俗的语言严厉批评了他们的作品。被认为是文化解冻时代的结束。

## 经过
此次展览由埃利·米哈伊洛维奇·别柳京组织，是马涅日大型展览的一部分，旨在纪念苏联艺术家联盟莫斯科分会成立30周年。参加展览的有来自别柳京的“新现实”工作室的艺术家。赫鲁晓夫由米哈伊尔·苏斯洛夫、亚历山大·谢列平和谢尔盖·巴甫洛夫陪同观看。
赫鲁晓夫在大厅绕了三圈，然后向艺术家们提问。他询问艺术家们的父亲都是做什么的，以确定阶级出身。苏斯洛夫试图将赫鲁晓夫的注意力吸引到画作的一些细节上，之后赫鲁晓夫突然愤怒，使用了诸如“дерьмо（屎）”、“говно（屎）”、“мазня（涂抹）”之类的词汇来形容这些作品。
|  | 这些脸是什么？什么，你不会画画？我的孙子可以画得更好！这是什么？你是男人还是该死的妓女，你怎么能这样画？你有良心吗？ |

赫鲁晓夫对艺术家Y. Sooster的《鸡蛋之眼》、V. Yankilevsky和B. Zhutovsky的作品尤其愤怒，要求禁止展出：
|  | 非常笼统，简直难以理解。别柳京，我作为部长会议主席告诉你的是：苏联人民不需要这一切。你看，我告诉你！… 否定！禁止这些！停止这种混乱！我命令！我说！并遵循一切！在广播、电视和媒体上，将所有支持他们的人也一起连根拔起！ |

由于展览中的事件，第二天《真理报》发表了一篇的报道，这是苏联反对形式主义和抽象主义运动的开始。赫鲁晓夫要求所有参加展览的人都被排除在艺术家联盟之外，但事实证明，实际上并没有艺术家是艺术家联盟的成员。两周后，在苏联领导人与知识分子代表的会议上，赫鲁晓夫报告说：
|  | 艺术家是用人民的钱来教育的，他们吃人民的面包，必须为人民工作，如果人民不了解他们，他们为谁工作？ |

然而，与西方媒体上出现的一些报道相反，赫鲁晓夫并没有将这些画从墙上撕下来。
观展结束时，他表示苏联人民不需要这一切。